# Melitaea deione
Melitaea deione alexus chissos é uma espécie de insetos lepidópteros, mais especificamente de borboletas pertencente à família Nymphalidae.
A autoridade científica da espécie é Geyer, tendo sido descrita no ano de 1832.
Trata-se de uma espécie presente no território português em coimbra

## Descrição

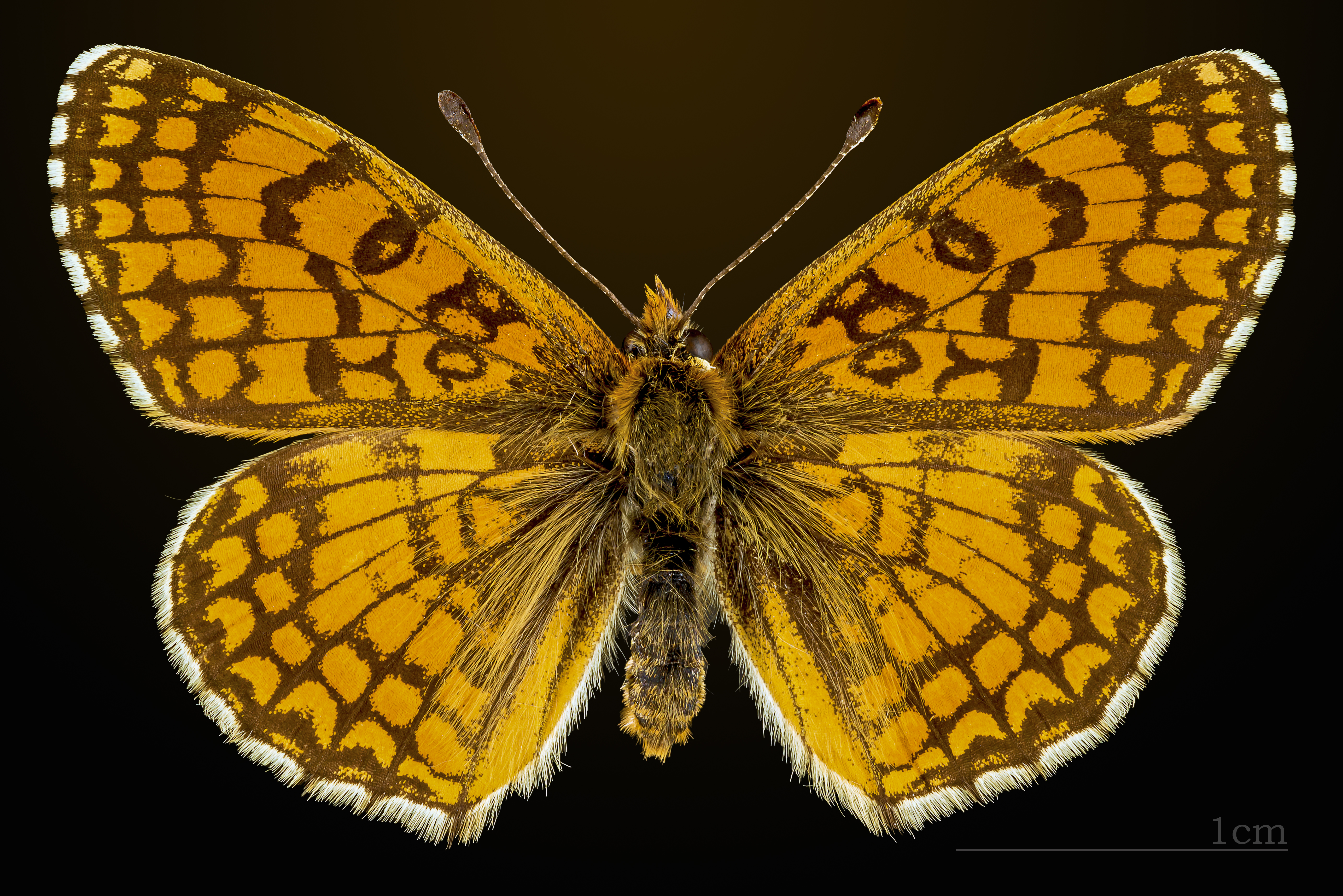
♂ Dorso MHNT
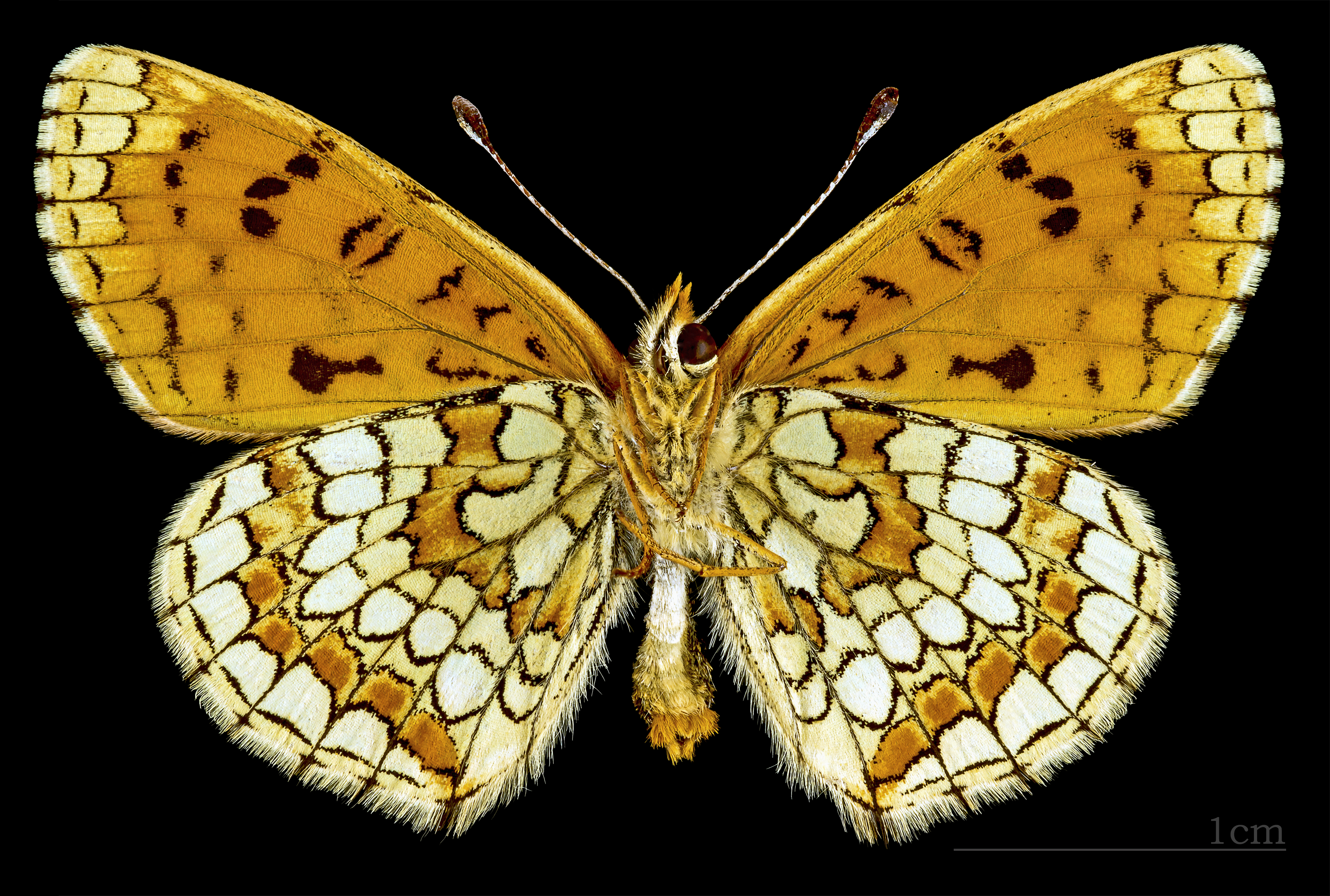
♂ △ Lado ventral. MHNT
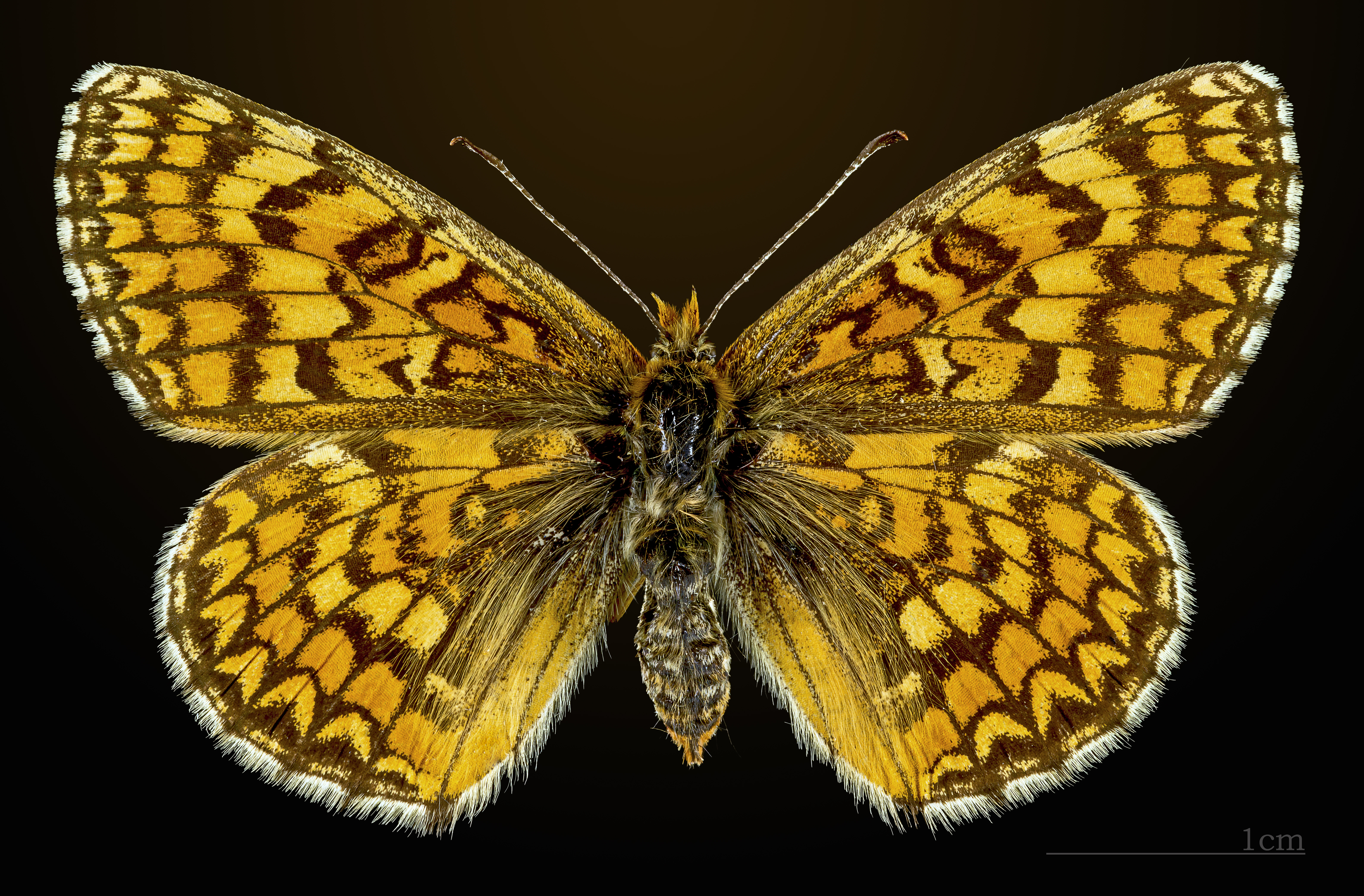
♀ Dorso MHNT
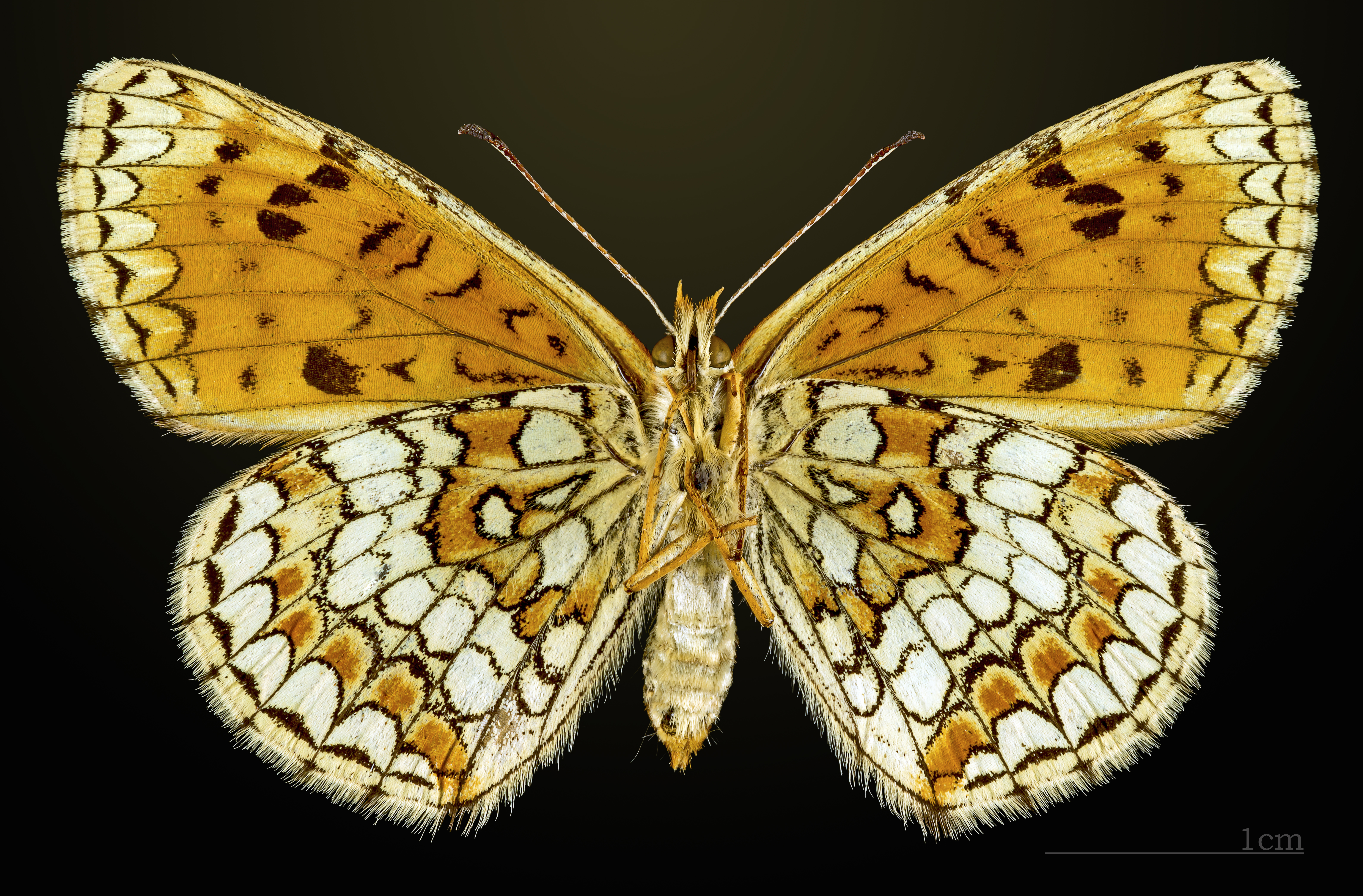
♀  △ Lado ventral. MHNT